# Версхурен, Адольф
Адольф Версхурен (нидерл. Adolf Verschueren или Adolph Verschueren; 10 июня 1922, Дёрне, Антверпен, Бельгия — 30 апреля 2004, Арендонк, Антверпен, Бельгия) — бельгийский профессиональный шоссейный и трековый велогонщик в 1943—1963 годах. Трёхкратный чемпион мира по трековому велоспорту в гонке за лидером (1952, 1953, 1954).

## Достижения

### Шоссе
1943
1-й  Чемпион Бельгии — Командная гонка с раздельным стартом
1945
10-й Гент — Вевельгем
1946
9-й Схелдепрейс
1947
1-й Омлоп ван хет Хаутланд
2-й Париж — Рубе
3-й Схал Селс
1948
4-й Париж — Рубе
4-й Льеж — Бастонь — Льеж
4-й Флеш Валонь
8-й Париж — Брюссель
1949
1-й — Этап 6 Тур Швейцарии
4-й Льеж — Бастонь — Льеж

### Трек
1950
1-й  Чемпион Бельгии — Гонка за лидером
1951
1-й  Чемпион Европы — Гонка за лидером
1-й  Чемпион Бельгии — Гонка за лидером
1952
1-й  Чемпион мира — Гонка за лидером
1-й  Чемпион Бельгии — Гонка за лидером
2-й  Чемпионат Европы — Гонка за лидером
1953
1-й  Чемпион мира — Гонка за лидером
1-й  Чемпион Европы — Гонка за лидером
1-й  Чемпион Бельгии — Гонка за лидером
1954
1-й  Чемпион мира — Гонка за лидером
1-й  Чемпион Бельгии — Гонка за лидером
2-й  Чемпионат Европы — Гонка за лидером
1955
1-й  Чемпион Бельгии — Гонка за лидером
2-й  Чемпионат Европы — Гонка за лидером
1956
1-й  Чемпион Европы — Гонка за лидером
1-й  Чемпион Бельгии — Гонка за лидером
4-й  Чемпионат мира — Гонка за лидером
1957
2-й Чемпионат Бельгии — Гонка за лидером
1958
1-й  Чемпион Европы — Гонка за лидером
1-й  Чемпион Бельгии — Гонка за лидером
5-й  Чемпионат мира — Гонка за лидером
1959
2-й Чемпионат Бельгии — Гонка за лидером
1960
1-й  Чемпион Европы — Гонка за лидером
1-й  Чемпион Бельгии — Гонка за лидером
7-й  Чемпионат мира — Гонка за лидером
1961
2-й Чемпионат Бельгии — Гонка за лидером
1962
4-й  Чемпионат мира — Гонка за лидером

## Статистика выступлений

### Гранд-туры
| Гранд-тур                 | 1948 |
| ------------------------- | ---- |
| Джиро д’Италия            | —    |
| Тур де Франс              | НФ   |
| (c 2010 ) Вуэльта Испании | —    |

| —  | Не участвовал  |
| НФ | Не финишировал |